# Оваро
Оваро (итал. Ovaro) —  коммуна в Италии, располагается в регионе Фриули-Венеция-Джулия, в провинции Удине.
Население составляет 2089 человек (2008 г.), плотность населения составляет 39 чел./км². Занимает площадь 58 км². Почтовый индекс — 33025. Телефонный код — 0433.
Покровителем коммуны почитается святой Вигилий из Тренто. 

## Демография
Динамика населения:

## Администрация коммуны
- Официальный сайт: http://www.comune.ovaro.ud.it/ Архивная копия от 23 мая 2010 на Wayback Machine